# ダルマチア・イタリア人

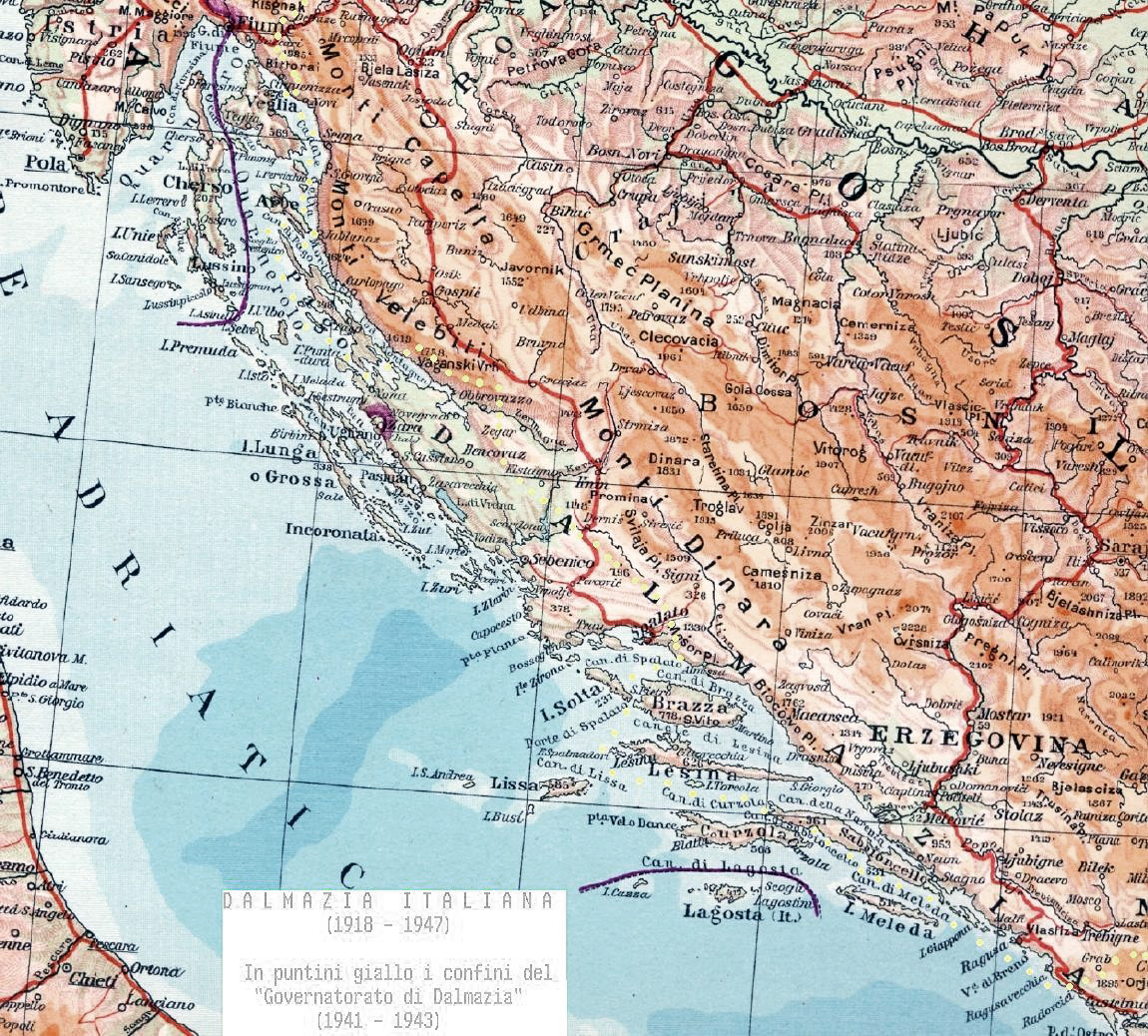
イタリア王国領ダルマチアの地図。

ダルマチア・イタリア人 （イタリア語: Dalmati italiani、クロアチア語: Dalmatinski Talijani）は、現在のクロアチアやモンテネグロに含まれるダルマチア地方に数世代にわたって暮らしてきた、イタリア系の少数民族集団を指す。1840年代以降この集団は定期的な人口減少の憂き目にあい、今やわずか1000人ほどとなっている。歴史を通じて、この集団は少数だがダルマチア地方に重要な影響を及ぼした。

## 歴史

1025年のバシレイオス2世死去時点での東ローマ帝国。535年から1204年にかけて、東ローマはクロアチア王国、沿岸のダルマチア都市国家、ヴェネツィア共和国の宗主権を持っていた

### 中世
997年、ヴェネツィア共和国の元首（ドージェ）ピエトロ・オルセオーロ2世は、ダルマチア沿岸の都市国家（古代ローマ時代にできた都市が多く、ラテン人を自称するキリスト教徒が主流）からの度重なる要請に応じて、ヴェネツィア艦隊を率いてパガニア海賊（異教徒のスラヴ人）を攻撃した。998年の昇天日に、ピエトロ・オルセオーロ2世は東ローマ皇帝バシレイオス2世からダルマチア公爵（Dux Dalmatianorum）の称号を授かった。ダルマチアの一部ではヴェネツィアの影響が感じられる。当時のダルマチアは法的には（ヴェネツィアの宗主国でもある）東ローマ帝国のものであった。ダルマチアの宗主権は、しばしば当時の地域大国、クロアチア王国やハンガリー王国が争った。 
ヴェネツィアの最終目標は、東アドリア海における商業上のライバルを経済的に押さえることにあった。このためにヴェネツィアは、ダルマチア都市国家に経済的な不振を強いた。一方、クロアチア王を兼ねるようになったハンガリー王はその封建制度で大きな政治的・経済的自治権をダルマチアに約束した。したがって、ハンガリーにはダルマチアに信奉者がいた。ダルマチア都市国家には、対立する2つの政治的党派が常にあり、相手側によるどんな手段にも反対する用意があった。この区別の発端は経済的なものだったようである。内陸部にあって商いをする商人と土地を耕す農民は、最も強力な隣人であるハンガリーを好んだ。一方で船乗りを糧とする都市住民はヴェネツィア側についた。保護を見返りに、都市国家はしばしば宗主国の軍や海軍に戦闘員を提供し、時には現金や品物で上納した。
ハンガリー王カールマーン時代の1102年から1105年にかけてのダルマチア征服後、再編された自治体特権に市民は固執した。国王の裁可に従わずとも、彼らは自分たちの最高行政官、司教、そして裁判官を選ぶことができた。ダルマチアにおいてローマ法は有効であった。彼らはさらに、宗主国とは別に個別の同盟を締結することができた。ハンガリー人でなくとも外国人は、滞在を歓迎されない都市に住まうことはできなかった。また、ハンガリー支配を嫌う者は自身の動産・財産全てを持って移住ができた。上納の替わりに、一部の場合において商品からの収入は、等しく王、最高行政官、司教、自治体によって共有されていた。しかし、ヴェネツィアによって授けられた権利、そしてそれに類似した特権はあまりに頻繁に侵害された。軍はその存在を歓迎しないダルマチアの町で宿営し、一方でヴェネツィアはダルマチアにおける貿易、司教の任命、自治体の所有財産に妨害を行った。従ってダルマチアは自らの利益にかなうときのみ忠実な態度をとり、暴動もしばしば起きた。
ザーラ（現在のザダル）は特別扱いされなかった。ザーラを所有することは海事を優先する以上不可欠であるとする主人ヴェネツィアから、格別の扱いをされてきたが1180年から1345年の間にザーラで4度の反乱が起きたと記録されている。
ダルマチアの団結の乱れは、ヴェネツィアとハンガリーの争いを助長するようになった。この争いは、ダルマチア内部で浸透するボゴミール派、12世紀の間も謳歌されていた東ローマによる曖昧な宗主権といった多くの外部からの影響、1202年に行われた第4回十字軍をヴェネツィアが援助したこと、40年後にタタール族がダルマチアに侵入したことで、さらに内部対立が複雑化した。

### ヴェネツィア共和国 (1420 - 1796)

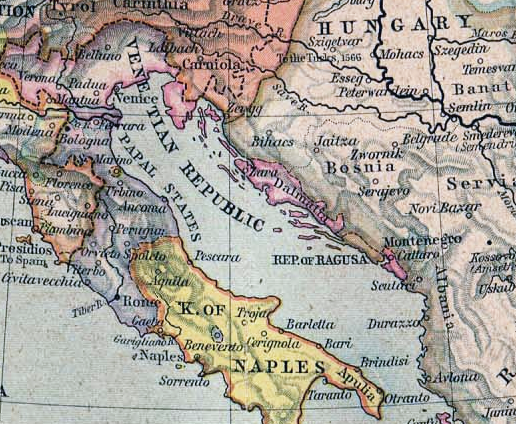
1560年当時の、ヴェネツィア領のダルマチアとラグーサ共和国

ジギスムント帝とナポリ・アンジュー朝による20年ものハンガリー内戦の最中、敗者ナポリ王ラディズラーオ1世は1409年、ダルマチアにおける自分の権利をヴェネツィアへ、たった10万ドゥカートのために売却した。商人が中枢にいる共和国は、1420年までにダルマチア諸都市を支配下におさめた（ラグーサ共和国はこれに含まれない）。ダルマチアはこの時から377年間、カンポ・フォルミオ条約でヴェネツィアが消滅するまで支配を受けた。当時ダルマチア最南部（現在のモンテネグロ沿岸）は、アルバニア・ヴェネタと呼ばれた。 
ヴェネツィア支配の数百年間、地元住民の間で次第にイタリア化の過程が進んだ。都市のラテン系ダルマチア人は、既に同質の文化を持っていたため変化に最も敏感で、完全に同化された。ヴェネツィア方言が都市のラテン系ダルマチア人（ダルマチア語話者）によって自国語として話された。この過程は、アドリア海沿岸の都市へのイタリア人の定期的な移住で促進された。
より多数のスラヴ人住民（クロアチア人とセルビア人）はその規模と言語の相違、彼らはほとんどが都市の郊外、後背地やダルマチア諸島に暮らしていたことから、イタリア化に強い抵抗を示した。
しかしながらダルマチア語は、アルバニア語に影響を及ぼすヴェネツィア方言とともに、クロアチア語のダルマチア方言であるチャ方言（en:Chakavian dialect）に既に影響を与えていた。15世紀以後、一部スラヴ住民のイタリア化の過程は沿岸都市や島々において既に現れていた（特にスプリトとラグーサ）。
一方で、ヨーロッパへ拡大するオスマン帝国の脅威から逃れてきたスラヴ人（キリスト教化されていた）たちがヴェネツィア領ダルマチアへますます殺到してきた。これが都市内でのスラヴ人住民やスラヴ文化の増大につながった。この流入の結果、ダルマチア都市国家内でラテン系住民とスラヴ系住民の共生が発展した。

### ナポレオン時代とオーストリア帝国 (1797 - 1918)

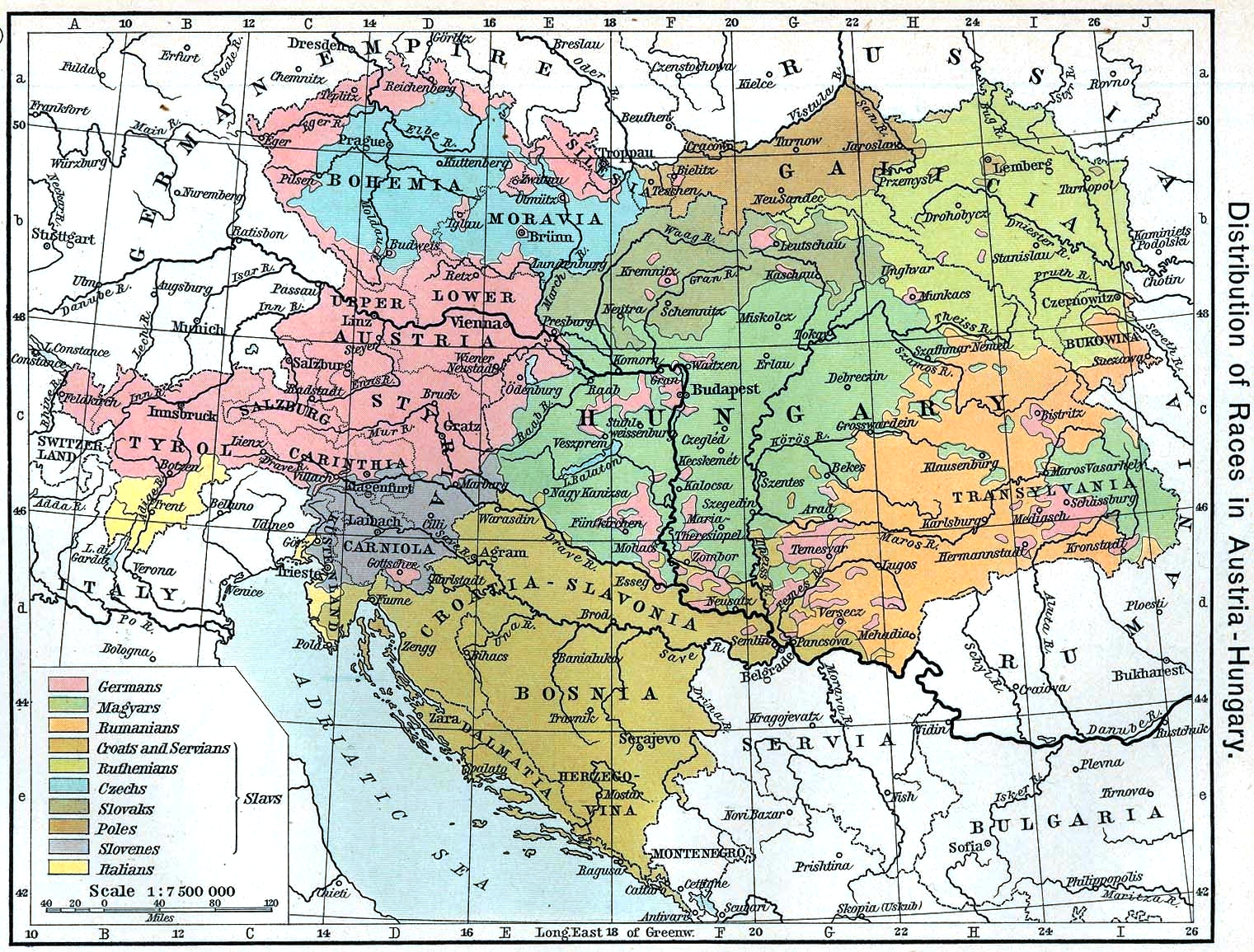
オーストリア＝ハンガリー帝国内の民族分布図

ナポレオン戦争中の1797年、ヴェネツィア共和国はナポレオン・ボナパルトに征服され消滅した。ダルマチアは1805年から1809年までナポレオンの衛星国イタリア王国に含まれ（ラグーサ共和国がこれに加わったのは1808年）、1809年以後はフランス第一帝政の州・イリュリア州の一部となった。しかしナポレオンの敗北が決定的となると、旧イタリア王国全体は1815年のウィーン会議によってオーストリア帝国(ハプスブルク君主国)のものとなった。これが約100年に及ぶオーストリア領ダルマチアの始まりだった。
ハプスブルク君主国時代、ダルマチア王国（en:Kingdom of Dalmatia）はハンガリー王国から分離され、ウィーン政府に属する行政単位であった。
1848年革命後と1860年代以降、ナショナル・ロマンティシズムの結果として、2つの流れが生まれた。一つはイタリア人または自治派（未回収のイタリアを統一しようとする民族統一主義）であるが、政治的な目標はオーストリア＝ハンガリー帝国内での自治から、イタリア王国との政治的統合を目指す者まで様々だった。
クロアチア人（連合派またはプンタリ"Puntari"）はダルマチア人民党によって率いられ、それに続くのは権利党だった。この2つの党はどちらも（狭義の）クロアチア、スラヴォニア、ダルマチアの3地域が、中世のクロアチア三位一体王国に基づいて統一され、ハンガリー王国の統治下で自治が実現することを主張した。その後ダルマチアでの政治的同盟は、時を経るにしたがって変化した。当初、連合派と自治派はともに同盟しウィーン政府への中央集権に反対していた。しかし、しばらくして民族問題が頻発すると彼らは同盟を解消した。
1867年ハプスブルク帝国はアウスグライヒにより、オーストリア＝ハンガリー二重帝国に再編された。リエカとクロアチア＝スラヴォニア王国は、帝国内のハンガリー政府支配地域に戻された。一方でダルマチアとイストリア半島は、オーストリア帝国のウィーン政府支配下にとどまった。連合派は1870年のダルマチアでの選挙で勝利した。しかし、連合派はオーストリア帝国政府の介入のためクロアチア、スラヴォニアとの統合を妨げられた。
オーストリア時代は、ダルマチア・イタリア人の衰退の時代だった。1840年代以後、少数派イタリア人の多数は受動的にクロアチア化されたり、不利な経済状態の結果移住していった。
言語学者マッテオ・バルトーリによると、ヴェネツィア支配の終盤にダルマチア人口の33％は、イタリア語を話していた。オーストリア＝ハンガリー時代の調査によれば、ダルマチア・イタリア人は1865年時点に人口の12.5％であり、1890年には人口の3.1％になっていた。

### 戦間期 (1918年 - 1941年)
第一次世界大戦の終結と、サン＝ジェルマン条約によるオーストリア＝ハンガリー帝国解体に伴い、ダルマチアの大部分は新たにできたセルビア人・クロアチア人・スロヴェニア人王国（のちのユーゴスラビア王国）の一部となった。
イタリア王国は三国協商側と、イタリアにダルマチアの大部分を与えるという秘密のロンドン条約を締結し、大戦時には連合国側について戦った。しかし協定は、アメリカ大統領ウッドロウ・ウィルソン、そしてユーゴスラビア代表団の反対によってヴェルサイユ条約で無効にされた。イストリアそして後のリエカとは別に、イタリアはしかしながらツレス島、ロシュニ島、ラストヴォ島、及びザダルを獲得した。ほぼ2万人というイタリア人の大多数が、ユーゴスラビア領となったダルマチアを出て、イタリア領内のダルマチア、主としてザダルに再移住した。
ユーゴスラビア王国とイタリアとの関係が悪影響をもたらし、緊張が絶えることはなかった。なぜならば第一にダルマチアに関する論争があり、第二にリエカ港をめぐる長い論争の結果リエカが国際連盟によって自由都市フィウーメ自由国となったからだった。ところが作家ガブリエーレ・ダンヌンツィオ率いるイタリア人義勇軍によって、リエカが占領された。1924年、ラパッロ条約でフィウーメ自由国（リエカ）はイタリアとユーゴスラビアの間で分割された。
1922年以降、ファシズムがイタリアで政権を握った。ファシスト政治には強硬な国家主義政策が含まれていた。少数派住民の権利は厳しく制限された。これには、スラヴ語の教育現場からの締め出し、住民の名前の強制的なイタリア語化、このような状況に対する抗議への過酷な迫害が含まれていた。
ザダルでは、多くのクロアチア人がファシスト政権のこれら抑圧政策のため都市を去った。同様の抑圧が残留したダルマチア・イタリア人に対してユーゴスラビア領ダルマチアで起こったかについては、強制的なスラヴ化が起きなかったように、あったとは言えない。実際、ユーゴスラビアに住む少数派のイタリア人は、ラパッロ条約によってある程度（イタリア市民権と初等教育）の保護を受けていた。
この全てが、2つの民族集団の間の極度の敵意を増幅させた。19世紀のダルマチアでは上流階級でのみ対立があったが、いまや住民全体での違う階級ごとに相互の憎悪が増していた。

### 第二次世界大戦とユーゴスラビア

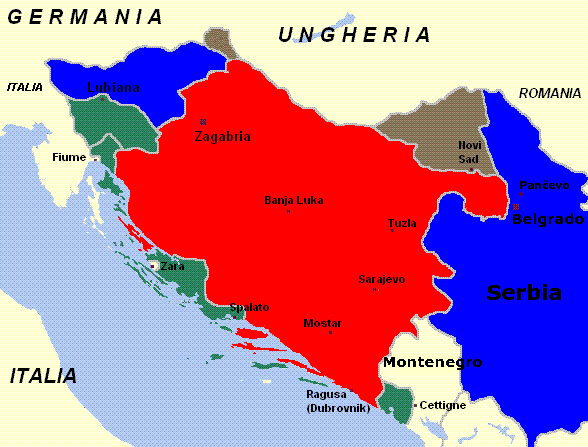
1941年当時のユーゴスラビアの地図。緑色がイタリア支配地域。赤色はアンテ・パヴェリッチ政権のクロアチア独立国領とされた地域。青がドイツ占領地域、茶色がハンガリー占領地域

ユーゴスラビア王国は1941年にドイツ国防軍によるユーゴスラビア侵攻で占領され、ダルマチアの一部はザダルを首都とするダルマチア総督領としてイタリア王国へ併合された。地元住民は、ファシスト政府による猛烈なイタリア化を強制された。悪名高いゴナルス強制収容所、ラブ強制収容所を含む数カ所の強制収容所が、"国家の敵"を収容するためイタリア当局によって設置された。イタリア当局は、後背地やダルマチア諸島内部への支配を維持できなかったが、これらの地域は戦時期の大半をパルチザンによって支配されていた。 
1943年のイタリア降伏により、ドイツ軍がダルマチアのイタリア支配地域を短期間のパルチザン支配後に占領した（公式には、ダルマチア総督領はナチスの傀儡国家クロアチア独立国の支配下にあった）。この時期に、沿岸都市の住民の大部分がパルチザンに加わった（人口の1/3が都市を去ったスプリトが最も顕著であった）。一方で、多くのイタリア守備隊がパルチザン部隊として戦う義務を捨て、また他の守備隊は武器と設備を譲渡して降伏するよう強いられていた。1944年にソビエト軍がバルカン半島へ進軍してくると、小規模な撤退がザダルで生じた。一方で、ヨシップ・ブロズ・ティトー率いるパルチザン（1942年以降連合国とみなされていた）が、枢軸国側占領下のダルマチアの残りを解放しようと同時に動き出していた。スプリトは、連合国側に解放されたクロアチアの臨時首都となった。
1943年から1944年にかけてのザダルは、連合国側による激しい空襲（en）に見舞われ激しく破壊され、数多くの民間人死者を出した。パルチザンがザダルを解放したとき、多くの民間人が既にイタリアへ逃れていた。
第二次世界大戦後、イタリアはダルマチアに残る全てのイタリア領を新国家ユーゴスラビア社会主義連邦共和国へ割譲した。ダルマチアに残留したイタリア人のほぼ全てが、このためにさらに移住を行った。ザダルのイタリア人学校は、トリエステをめぐるイタリアとユーゴスラヴィア間の対立によって1953年に閉鎖された。現在、クロアチア領のダルマチアに300人前後のイタリア人がおり、モンテネグロ沿岸部にはおよそ500人のイタリア人がいる。

## ダルマチア・イタリア人の人口減少

### 理由
19世紀のヨーロッパでのナショナリズムの高まりに続いて、ダルマチア・イタリア人人口が減少したのにはいくつかの理由がある。
- リソルジメントによる、イタリアとオーストリア帝国間の対立
- クロアチアのナショナリズムと、イタリアの民族統一主義との対立
- 第一次世界大戦前に、北イタリアへ向け多くのイタリア人が経済的動機から移住したこと

### 段階
衰退の過程には様々な段階があった :
- 1840年代にオーストリア帝国支配が始まると、ナショナル・ロマンティシズムの結果、イタリア民族統一主義（未回収のイタリア）が生まれ、多数派のクロアチア人や宗主国オーストリアとの対立を深めた
- 第一次世界大戦後、ユーゴスラビア王国が成立し（ザダル、ダルマチア諸島北部は除く）ダルマチア全土が併合された。ダルマチア・イタリア人の多数が主としてザダルへ移住した。
- 第二次世界大戦中、イタリアがユーゴスラビア沿岸部を占領し、ダルマチア総督領（en）を設置し、ザダル、スプリト、コトルの3つの州を置いた。ザダルは連合国側の激しい空襲で大勢の民間人死者を出した。ザダル住民の大半がイタリアへ逃れた。
- 第二次世界大戦後、イタリアはダルマチアに残るイタリア領を全てユーゴスラビア社会主義連邦共和国へ割譲した。残留していたほぼ全てのダルマチア・イタリア人の大規模移住が続いた。現在はダルマチア全土におよそ800人のダルマチア・イタリア人がいる。

## 現在のダルマチア・イタリア人
第二次世界大戦後のダルマチア・イタリア人移住で、クロアチア領ダルマチアには300人程度、モンテネグロに500人程度にまで減少した。 
ダルマチア・イタリア人は沿岸都市の住民となっている
- クロアチア - ザダル、スプリト、トロギル、シベニク
- モンテネグロ - コトル、ペラスト、ブドヴァ

クロアチアでは、2万人のイタリア人のほとんどが、イストリア半島の自治体や、リエカで暮らしている。
19世紀初頭、イタリア人、クロアチア人、セルビア人の政治的統合の過程が始まった時、ダルマチア・イタリア人たちは重要な構成要素だった。1816年のオーストリア＝ハンガリー帝国の調査で、ダルマチア住民301,000人中イタリア語話者は66,000人（またはダルマチア人口の22％）を数えた。 
ダルマチア・イタリア人の存在が定期的に減少した後、第二次世界大戦後には彼らはほぼ消滅した。ほぼ2世紀の間、ダルマチア全人口のほぼ1/4を占めてきたダルマチア・イタリア人の存在は低下してしまった。

## ダルマチアのイタリア人のディアスポラ
大勢のダルマチア・イタリア人が、大戦後のユーゴスラビアが獲得した旧イタリア王国領からの脱出（イストリア脱出）に加わった。何千人もの人々がイタリアに移住し、クアルティエーレ・ダルマート（ダルマチア人地区、Quartiere Dalmato）としばしば称されたローマ郊外に多くが住んでいる。彼ら避難民の一部には、ファッションブランド・ミッソーニのデザイナーであるオッターヴィオ・ミッソーニ、作家エンツォ・ベッティーツァ、マラスキーノ酒蒸留所のオーナーであるジョルジョ・ルクサルドといった世界的な著名人がいる。
また他の避難民たちは、全般的なイタリア人のディアスポラの一部となった。その一部は難民としてオーストラリア、アメリカ合衆国、カナダ、アルゼンチンへ渡った。

## 文化

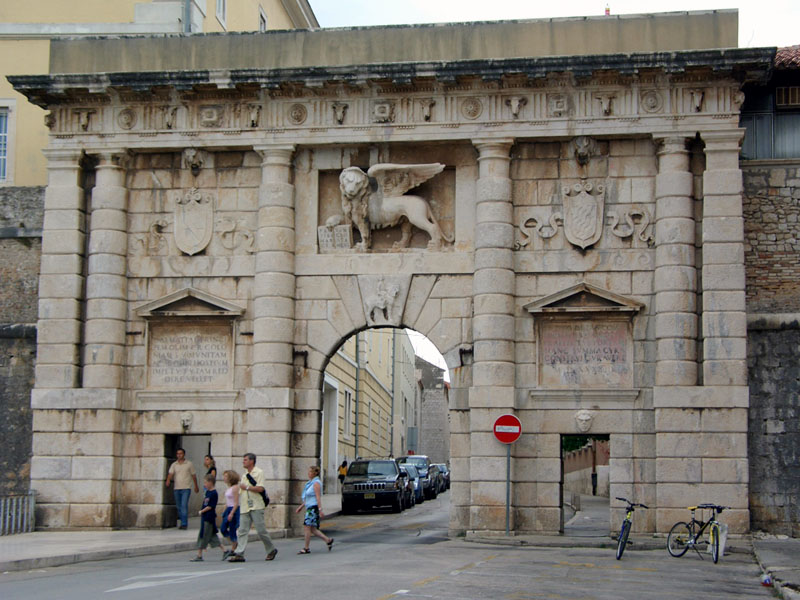
ザダル旧市街門

19世紀、イタリアからの文化的影響でダルマチア初の新聞がザダルで、クロアチア語とイタリア語で編集された。Kraglski Dalmatin - Il Regio Dalmata紙は、1806年にイタリア人バルトロメオ・ベニンカーサによって設立され出版された。
Kraglski Dalmatin - Regio Dalmata紙は、アントニオ・ルイジ・バッタラの活版印刷で型押しされ、クロアチア語で印刷された初の新聞であった。

## 現代の著名なダルマチア・イタリア人
- エンツォ・ベッティーツァ - スプリト出身。ジャーナリスト・作家
- オッターヴィオ・ミッソーニ - ドゥブロヴニク出身。ファッションデザイナー
- フランコ・ルクサルド - 亡命自由コムーネ、ザダルの市長
- ジョルジョ・ルクサルド - 最も有名なマラスキーノ酒醸造所のオーナー
- シモーネ・フィリッポ・ストラティコ - 作家、大学教授
- トゥリオ・クラリ - 画家
- セコンド・ラッジ - ザダル出身の画家
- フランコ・ツィリオット - ザダル出身の画家
- ワルデス・コエン - スプリト出身の彫刻家
- ジュゼッペ・ラリッチ - スプリト出身の画家
- セコンド・ラッジ・カルツ - ザダル出身の芸術家 .

- リナ・ヴィッラーニ - ザダル・イタリア人共同体の長
- エウジェニオ・ダルマス - スプリトのイタリア人共同体の長
- アドリアナ・グルベリッチ - ザダル・イタリア音楽合唱協会のディレクター[11]

## 参照
1. ↑  Encyclopedia Britannica 1911; Illyria Archived 2013年6月7日, at the Wayback Machine.
2. 1 2 3 4 5 6 7 8 9 10 11 12  Encyclopedia Britannica 1911; Dalmatia Archived 2013年6月7日, at the Wayback Machine.
3. ↑  http://www.zum.de/whkmla/region/balkans/croat13011526.html History: 1301 to 1526 AD
4. ↑  Bartoli, Matteo. Le parlate italiane della Venezia Giulia e della Dalmazia
5. ↑  Seton-Watson, "Italy from Liberalism to Fascism, 1870-1925". pag. 107
6. ↑  Perselli, Guerrino. I censimenti della popolazione dell'Istria, con Fiume e Trieste, e di alcune città della Dalmazia tra il 1850 ed il 1936
7. ↑  Seton-Watson, Italy from Liberalism to Fascism, 1870-1925. pag. 47-48
8. ↑  Colella, Amedeo. L'esodo dalle terre adriatiche. Rilevazioni statistiche. pag 54
9. ↑  Petacco, Arrigo.  L'esodo, la tragedia negata degli italiani d'Istria, Dalmazia e Venezia Giulia
10. ↑  Montani, Carlo. Venezia Giulia, Dalmazia - Sommario Storico - An Historical Outline
11. ↑   "...ha visto poi la presidente della comunità italiana di Zara, Rina Villani e Adriana Grubelić, componente della stessa comunità."

## 文献
- Bartoli, Matteo. Le parlate italiane della Venezia Giulia e della Dalmazia.  Tipografia italo-orientale. Grottaferrata 1919.
- Colella, Amedeo. L'esodo dalle terre adriatiche. Rilevazioni statistiche. Edizioni Opera per Profughi. Roma, 1958
- Čermelj, Lavo. Sloveni e Croati in Italia tra le due guerre. Editoriale Stampa Triestina, Trieste, 1974.
- Montani, Carlo. Venezia Giulia, Dalmazia - Sommario Storico - An Historical Outline. terza edizione ampliata e riveduta. Edizioni Ades. Trieste, 2002
- Perselli, Guerrino. I censimenti della popolazione dell'Istria, con Fiume e Trieste, e di alcune città della Dalmazia tra il 1850 e il 1936. Centro di ricerche storiche - Rovigno, Trieste - Rovigno 1993.
- Petacco, Arrigo.  L'esodo, la tragedia negata degli italiani d'Istria, Dalmazia e Venezia Giulia, Mondadori, Milano, 1999.
- Pupo, Raoul; Spazzali, Roberto. Foibe. Bruno Mondadori, Milano 2003.
- Rocchi, Flaminio. L'esodo dei 350.000 giuliani, fiumani e dalmati. Difesa Adriatica editore. Roma, 1970
- Seton-Watson, "Italy from Liberalism to Fascism, 1870-1925", John Murray Publishers, Londra 1967.